# Eat the Heat
Albums de Accept
Russian Roulette
(1986) Staying a Life
(1990)
Singles
1. Generation Clash
Sortie : 1989

Eat The Heat est le 8e album studio du groupe metal allemand Accept. Sorti le 30 mai 1989 sur le label BMG/Ariola et produit par Dieter Dierks, il est l'unique album d'Accept avec l'Américain David Reece (ex - Dare Force) au chant. L'Anglais Jim Stacey remplace Jörg Fisher à la guitare rythmique, mais ne participe pas à l'enregistrement de l'album.

## Historique

### Contexte
L'écriture de cet album s'inscrit comme un tournant artistique dans la carrière du groupe. C'est, en effet, à cette époque que celui-ci opère de nombreux changements. Au cours de l'année 1987, le groupe, qui officiait dans un style de heavy metal assez agressif, fait part de son envie d'explorer de nouvelles approches stylistiques plus mélodiques, inspirées par le glam metal américain. Le chanteur originel, Udo Dirkschneider ne se sentant pas capable d'assurer des parties vocales appropriées à ce genre préfère partir pour fonder son propre groupe U.D.O.. Peter Baltes en évoque les circonstances :

« Après la fin de la tournée japonaise durant l'été '86, nous avons composé de nouveaux morceaux puis nous nous sommes rendu compte qu'ils ne convenaient pas à Udo. On s'est tous réunis. Udo nous a dit qu'il ne pouvait pas chanter nos nouvelles compositions. Nous avons donc décidé de nous séparer pour que chacun puisse faire son truc. »

Le chanteur explique les raisons de son départ :

« Le problème remonte à la période "Metal Heart", pour être précis. Chacun a pu noter une orientation plus mélodique chez Accept. Le groupe voulait à tout prix composer des titres plus FM. Cela posait un grave problème en soi : j'ai ma voix et je ne peux en changer. Je ne pouvais pas me limiter à du matériel trop léger. Il me fallait du vrai heavy, quelque chose d'agressif qui corresponde à mon timbre. C'est un problème vocal, je ne peux chanter que sur du hard avec juste un peu de mélodie, pas trop, comme c'était en train de le devenir. »

Pour l'aider à lancer sa carrière solo, le reste d'Accept et la parolière Deaffy lui proposent un album entièrement écrit,  Animal House, composé de chansons d'Accept qui avaient été originellement enregistrées en démo, mais jugées trop agressives pour un successeur de Russian Roulette. « C'était notre cadeau pour Udo, explique Hoffmann, pour lui donner un bon départ dans sa carrière solo ». À la suite de son départ, Rob Armitage, ex-chanteur de Baby Tuckoo est engagé par le groupe comme nouveau chanteur. Mais le groupe jugea que le chanteur "n'avait pas assez de personnalité pour s'intégrer au groupe et la collaboration n'a pas duré". Kaufmann précise que cela n'avait rien à voir avec ses talents de chanteur, qu'ils considéraient tout à fait appropriés pour le groupe, mais juste qu'il n'avait pas la carrure d'un frontman pour le groupe, par manque de charisme et de présence.
Le groupe est reparti à la recherche d'un nouveau chanteur au cours de l'année 1988. Le groupe sollicitera, pour ce faire, les services d'une agence à Los Angeles qui s'est spécialisée dans la recherche de musiciens. Ils gardent toutes les cassettes et tous les contacts de musiciens à la recherche d'un groupe et les envoie dès qu'un groupe a besoin de quelqu'un. Le groupe a finalement arrêté son choix sur une cassette du chanteur américain David Reece (ex-Dare Force).

« On est partis au Japon pour faire des essais en studio, se souvient Baltes, et nous avons immédiatement réalisé qu'il était l'homme qu'il nous fallait. Il a une voix fantastique et c'est un personnage hors du commun. »

C'est également à cette époque que Jörg Fisher quitte le groupe. Comme l'explique Baltes :

« Juste avant de débuter l'enregistrement de l'album, nous étions tous très excités à l'idée de travailler avec Dave et de refaire un album différent ensemble, mais Jörg semblait peu enthousiaste. Il n'avait pas vraiment envie de bosser et il est apparu qu'il devenait presque un boulet pour Accept. Il nous stoppait dans notre lancée et nous avons décidé de nous séparer de lui. »

### Écriture et enregistrement
En 1989, Peter Baltes, Wolf Hoffmann et Stefan Kaufmann ont travaillé sur de nouvelles chansons. En recevant la démo, Dieter Dierks est émerveillé et décide de produire l’album. Mais sa réalisation prend beaucoup de temps, car le groupe voulait réaliser "l'album ultime d'Accept, pas seulement un de plus". Le nouveau chanteur participe également en partie à l'écriture de l'album. Comme l’évoque Baltes :

« Lorsqu'il est arrivé, nous avions déjà toutes les parties instrumentales des titres et certaines mélodies. Il a perfectionné, modifié et trouvé des mélodies pour les parties vocales, ce qui est son job et il a remarquablement bien travaillé avec Dieters Dierks à ce niveau. On l'a laissé bosser son truc sans trop lui donner de directives. Si ça n'avait pas collé avec ce qu'on voulait, on lui aurait demandé de changer certaines choses, mais il s'est avéré que nous avons tous adoré ce qu'il avait fait et de là, il nous a confirmé qu'il était le type qu'il nous fallait. »

Finalement, le groupe est très satisfait de l'album et prêt à partir sur les routes. Le guitariste londonien Jim Stacey (ex-Breakpoint) rejoint le groupe à cette époque et prend la place de Fisher.

« Au cours de l'été 1988, se souvient Stacey, j'ai envoyé une cassette et des photos à Gaby, la manageuse d'Accept, sans trop y croire, puis on s'est parlé plusieurs fois au téléphone. Elle m'a demandé de venir rencontrer le groupe. On s'est tout de suite bien entendus, puis je suis resté des heures avec Wolf à jouer de la guitare et ils m'ont simplement dit que j'avais le job. Je n'ai pas eu la chance de jouer sur cet album car il était achevé quand je suis arrivé. Wolf avait fait toutes les guitares et j'ai juste eu à apprendre les morceaux. »

Le guitariste apparaît malgré tout sur les photos de l'album.

## Style musical
L'album s'avère très différent du style de musique pour lequel le groupe s'était fait connaître, tant au niveau de la composition, de la production que du style de chant. La musique se tourne vers un style de hard FM américain proche de la musique de Bon Jovi. La presse de l'époque ne manque pas de souligner qu'un tel album risque de dérouter les anciens fans du groupe. Mais le groupe reste confiant :

« Au bout de 6 ou 7 ans, je crois qu'il est stupide d'essayer de refaire ce que tu as fait auparavant, tu tournes très vite en rond. Cela devient ennuyeux et tu lasses ton public si tu n'évolues pas. Il est évident que "Eat the Heat" marque un tournant dans la carrière d'Accept, mais nous avions besoin de ce changement et je pense que nos fans ne seront pas déçus. Je ne crois pas qu'ils désirent entendre la même chose à chaque fois, ils évoluent aussi. Je pense également que pas mal de gens qui n'étaient pas réceptifs à ce qu'on faisait vont découvrir un nouvel Accept et vont adorer cet album. »

## Réception
L'album est bien reçu par la presse notamment Metal Hammer et Hardforce. Ce dernier est même enthousiaste :

« Accept revient toutes griffes dehors et nous balance en pleine figure ce splendide "Eat the Heat". On retrouve les sensations rythmiques de "Metal Heart" avec un peu de la musicalité de "Russian Roulette". Le chant est parfaitement tenu par David Reece [...] avec un style relativement agressif et très performant. Les titres phare sont sans aucun doute "Chain Reaction", "Prisoner" ou le slow "Mistreated" pour les amateurs d'émotions fortes. Notons également le futuriste "Generation Clash" dont l'ambiance fait penser à un Billy Idol dopé aux stéroïdes anabolisants. Si on ajoute à cela une production qui n'est plus à vanter (le gourou Dierks), bien exécutée, puissante, ayant en plus l'attrait du renouveau. Non, Accept n'est pas mort et Eat the Heat n'a pas à pâlir devant ses prédécesseurs. Tirez-en les conclusions qui s'imposent. »

Mais malgré les réactions positives, l'album n’obtient pas le succès escompté. Bon nombre de fans rejettent cet album, jugé trop commercial.

## Tournée
La tournée de « Eat the Heat » sera assurée par David Reece au chant, Wolf Hoffman et Jim Stacey à la guitare, Peter Baltes à la basse et Stefan Kaufmann à la batterie. Aux États-Unis, ils tournent aux côtés de W.A.S.P.. La tournée fut une grande déception, avec un public restreint et des concerts dans des petits clubs. Après la tournée américaine, le groupe se rend en Europe pour effectuer une plus petite tournée.
Au cours de cette tournée, Stefan Kaufmann se plaint de douleurs dans le dos. Il doit retourner en Allemagne pour être hospitalisé d’urgence à cause de problèmes musculaires. Il est remplacé pour le reste de la tournée par Ken Mary, ancien batteur de Fifth Angel. La tournée devient encore plus compliquée à cause du comportement du chanteur qui s'avère incompatible avec le reste du groupe :

« On s'est jamais vraiment entendus, estime Hoffmann rétrospectivement. C'était une de ces personnes qui, par exemple, était constamment paranoïaque sur tout. Il était toujours du genre à nous sortir des trucs comme 'Mec, qu'est-ce qui se passe ? Je peux sentir qu'il se passe quelque chose ?'. Et nous, nous lui disions 'mec, relax ! Il se passe rien." Il était toujours en train de flipper pour quelque chose et c'était dur à gérer. C'était très très dur pour lui de se concentrer et de faire son travail. On n'était pas sur la même longueur d'onde. Nous sommes le genre de musiciens à travailler très dur, nous adorons jouer, et lui était plutôt du genre à faire la fête. C'était vraiment dommage car il avait vraiment une voix géniale et on aurait pu faire un long chemin. Peut-être était-ce un décalage culturel, lui était Américain et venait d'un contexte totalement différent du nôtre, mais je n'y crois pas vraiment. C'est juste qu'on ne s'entendait pas. »

Les problèmes de drogue du chanteur et son attitude agressive finissent par miner l'ambiance du groupe. Reece ira jusqu'à se battre avec Peter Baltes. À la suite des déboires rencontrés, le groupe décide de jeter l'éponge. Par un commun accord entre Baltes, Hoffmann et Gaby Hauke, Reece est congédié et la tournée annulée. Il semblait, en effet, compliqué de continuer dans ces conditions :

« Ce fut super difficile, raconte Hoffmann, et c'est là que je me suis dit : " mince, il ne reste plus que Peter (Baltes) et moi. Et ce n'est plus vraiment le groupe que nous étions. Et puis alors Dave Reece et Peter se sont pris dans une bagarre majeure à propos de je ne sais plus quoi, et là j'ai dit, "mec, arrêtons les frais,. »

## Fiche technique

### Liste des titres
Tous les titres sont signés Accept & Deaffy.
| No  | Titre                  | Durée |
| --- | ---------------------- | ----- |
| 1.  | X-T-C                  | 4:26  |
| 2.  | Generation Clash       | 6:26  |
| 3.  | Chain Reaction         | 4:42  |
| 4.  | Love Sensation         | 4:43  |
| 5.  | Turn The Wheel         | 5:24  |
| 6.  | Hellhammer             | 5:30  |
| 7.  | Prisoner               | 4:50  |
| 8.  | I Can't Believe In You | 4:50  |
| 9.  | Mistreated             | 8:51  |
| 10. | Stand 4 What U R       | 4:05  |
| 11. | Break The Ice          | 4:14  |
| 12. | D-Train                | 4:27  |

### Interprètes
| Accept - David Reece – chant - Wolf Hoffmann – guitare solo, guitare rythmique - Stefan Kaufmann – batterie, percussions - Peter Baltes – basse | Musiciens additionnels - Jacky Virgil - chant sur Love Sensation |

### Équipe de Production
- Produit & mixé Par Dieter Dierks aux Dierks Studios à Cologne

## Charts
| Pays       | Durée du classement | Meilleur classement |
| ---------- | ------------------- | ------------------- |
| Allemagne  | 10 semaines         | 15e                 |
| États-Unis | 9 semaines          | 139e                |
| Norvège    | 2 semaines          | 19e                 |
| Suède      | 2 semaines          | 26e                 |